# 斯科特 (阿肯色州)
斯科特（英語：Scott）是位於美國阿肯色州洛諾克縣的一個人口普查指定地區。

## 地理
斯科特的座標為34°41′39″N 92°05′41″W / 34.69417°N 92.09472°W，而該地最高點為海拔高度76米（即249英尺）。

## 人口
根據2020年美國人口普查的數據，斯科特的面積為8.57平方千米，當中陸地面積為8.19平方千米，而水域面積為0.38平方千米。當地共有人口97人，而人口密度為每平方千米11人。